# Antonio López Monís
Antonio López Monís, II conde de López Muñoz, (Granada, 22 de agosto de 1875 – Madrid, 23 de diciembre de 1947) fue un escritor dramaturgo y libretista y funcionario público español.

## Biografía
Hijo de  Luisa Monís y Audivia y del escritor y político liberal de la Restauración Antonio López Muñoz, nació en Granada, donde su padre ejercía de profesor, el 22 de agosto de 1875. Tras realizar los primeros estudios en Granada, se trasladó a Madrid para estudiar Derecho, carrera de la que obtuvo la licenciatura en 1898.
Al mismo tiempo que escribía ingresó en la administración del Estado ocupando diversos puestos en los gobiernos civiles de Madrid, Cuenca, Soria y Huesca. Al morir su padre en 1929, heredó el título de Conde de López Muñoz, concedido Alfonso XIII en 1920.

## Obra
Escritor de buen gusto que dominaba la técnica teatral dotando de gracia a los diálogos. Entre las numerosas obras que escribió destacan:

### Obras poéticas
- El papel vale más;
- Verdes y blancos.

### Novela
- Si es broma puede pasar.
- La jaula del loro (1898) (en colaboración con José Sánchez Gerona);

- El sombrero hongo (1900) (en colaboración con José Sánchez Gerona);
- El beso de San Silvestre (1904);
- La bella Colombina (1906) (en colaboración con José Sánchez Gerona);
- El último duelo (1907);
- En mi casa mando yo (1941).

### Zarzuela
- El que paga descansa (música de Luis Foglietti);
- Las doce de la noche (música de Luis Foglietti);
- El Conde se luce en Burgos (música de Manuel Penella);
- Concurso Universal (1899) (música de Rafael Calleja);
- Las de capirote (1904) (música de Rafael Calleja y Vicente Lleó);
- La mujer del prójimo (1907) (música de Rafael Calleja);
- Hasta la vuelta (1908) (música de Rafael Calleja);
- ¡Si yo fuera rey! (1913) (música de José Serrano);
- La Venus de piedra(1914) (música de Francisco Alonso y Enrique García Álvarez);
- La dogaresa (1920) (música de Rafael Millán);
- El pájaro azul (1921) (música de Rafael Millán).